# Río Guaracara
El Guaracara es un río que se localiza al sur de la Isla de Trinidad, recorre la parte suroccidental desde su nacimiento en el Central Range hasta su desembocadura en el Golfo de Paria. Forma parte del límite de la ciudad de San Fernando en su parte sur. Separa la localidad de Marabella de Pointe-à-Pierre.

## Ecología
Al parecer este río se encuentra altamente contaminado.
- Datos: Q4151227